# Cámara avanzada para sondeos

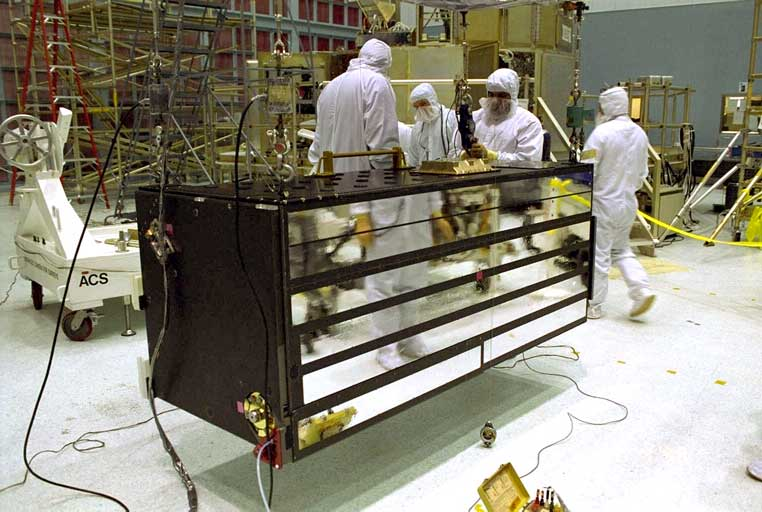
La Cámara Avanzada para sondeos en la sala limpia del Centro de Vuelo Espacial Goddard, antes de su instalación en el telescopio espacial Hubble

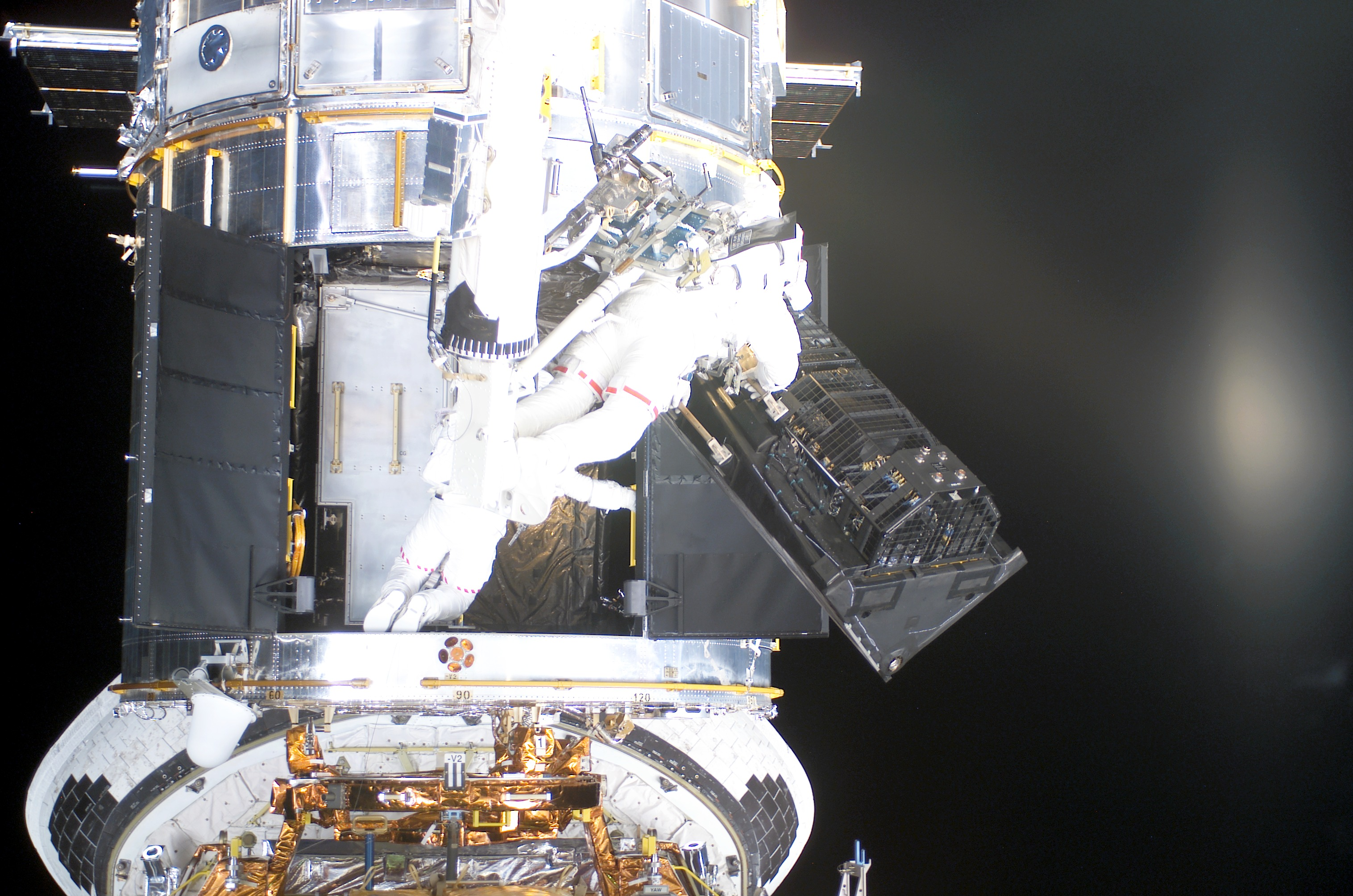
Los astronautas quitan la Cámara de objeto débil (FOC) para dar cabida a la AEC, Año: 2002

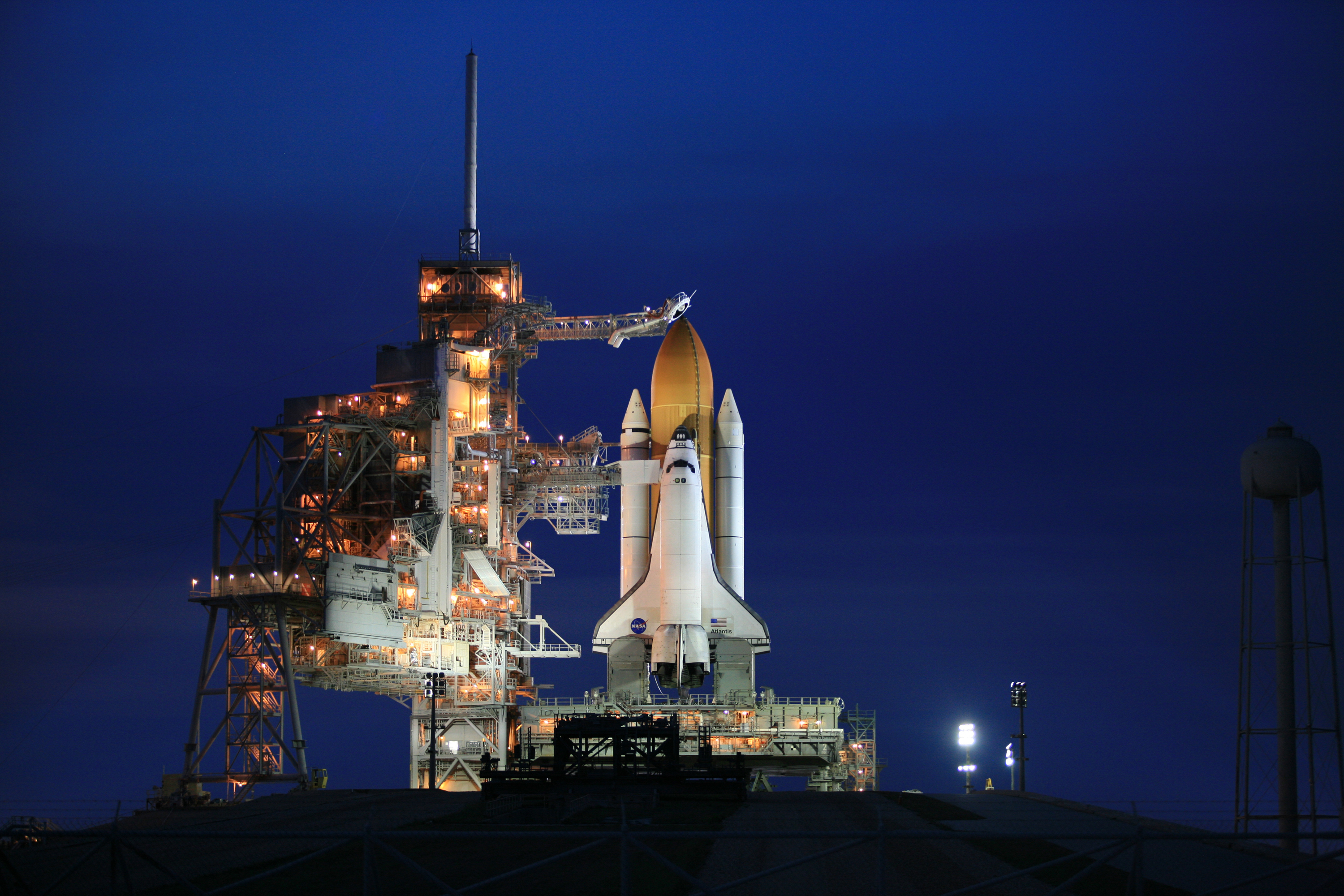
El STS-125, que se muestra aquí en la barra de lanzamiento, fue a reparar la Cámara Avanzada de Encuestas y devolvió la tripulación de vuelta a la Tierra de forma segura

La cámara avanzada para sondeos (en inglés, Advanced Camera for Surveys, ACS) es un instrumento axial de tercera generación instalado a bordo del telescopio espacial Hubble. El diseño inicial y las capacidades científicas de la ACS fueron definidas por un equipo con base en la Universidad Johns Hopkins. La ACS fue ensamblada y probada intensivamente antes de su lanzamiento en Ball Aerospace & Technologies y el Centro de vuelo espacial Goddard. Sufrió una verificación final de aptitud para el lanzamiento en el Centro Espacial Kennedy, antes de su integración en la bodega de carga del transbordador espacial Columbia.
Fue lanzada el 1 de marzo de 2002 como parte de la misión de servicio 3B (STS-109) e instalada en el telescopio espacial Hubble el 7 de marzo, reemplazando a la cámara de objetos débiles (FOC).
La ACS es un instrumento altamente versátil que se ha convertido rápidamente en el principal instrumento de captación de imágenes del Hubble. Ofrece varias ventajas importantes sobre otros instrumentos del telescopio espacial:
1. Tres detectores independientes de alta resolución que cubren el espectro electromagnético desde el ultravioleta hasta el infrarrojo cercano.
2. Una gran área de detección y eficiencia cuántica que resultan en un incremento en un factor de diez de la eficacia detectora del HST.
3. Un rico surtido de filtros.
4. Capacidades coronográficas, polarimétricas y espectrográficas con grismas y prismas.

Las observaciones realizadas con la ACS nos proporcionan una vista incomparable del Universo con una sensibilidad única, como queda reflejado en el Campo Ultra Profundo del Hubble, y abarca un amplio rango de fenómenos astronómicos, desde cometas y planetas en nuestro sistema solar al cuásar más distante conocido.
En la actualidad, uno de los tres detectores (el HRC, High-Resolution Channel) se encuentra inoperativo.